# Tadpoles
Tadpoles är det tredje musikalbumet med den brittiska musikgruppen Bonzo Dog Band. Albumet innehåller huvudsakligen en samling av deras låter från TV-serien Do Not Adjust Your Set där gruppen var "husband". Den amerikanska versionen av albumet hade inte med spåret "I'm the Urban Spaceman" som fanns med på albumet Urban Spaceman (den amerikanska utgåvan av The Doughnut in Granny's Greenhouse). B-sidan ("Ready-Mades") från bandets singel, "Mr. Apollo", kom med på den amerikanska utgåvan. Tadpoles lanserades juni 1969 i USA av Imperial Records och 1 augusti 1969 i Storbritannien av Liberty Records.
Låten "I'm the Urban Spaceman" som producerades av Paul McCartney och Gus Dugeon under det gemensamma namnet "Apollo C. Vermouth", klättrade till nummer 5 på den brittiska singel-hitlistan.
Albumet återutgavs av EMI 2007 med fem bonusspår.

## Låtlista
Sida 1
1. "Hunting Tigers Out in 'Indiah'" (Robert Hargreaves, Stanley Damerell, Tolchard Evans) – 3:06
2. "Shirt" (Roger "Ruskin" Spear) – 4:27
3. "Tubas in the Moonlight" (Roger "Ruskin" Spear) – 2:23
4. "Dr. Jazz" (King Oliver, Walter Melrose) – 2:40
5. "Monster Mash" (Bobby "Boris" Pickett, Leonard Capizzi) – 2:59
6. "I'm the Urban Spaceman" (Neil Innes) – 2:24

Sida 2
1. "Ali-Baba's Camel" (Noel Gay) – 3:31
2. "Laughing Blues" (Mike Bradley) – 3:44
3. "By a Waterfall" (Irving Kahal, Sammy Fain) – 3:09
4. "Mr. Apollo" (Neil Innes, Vivian Stanshall) – 4:20
5. "Canyons of Your Mind" (Vivian Stanshall) – 3:04

Bonusspår på 2007-utgåvan
1. "Boo!" (Neil Innes, Vivian Stanshall) – 3:18
2. "Readymades" (Neil Innes, Vivian Stanshall) – 3:09
3. "Look At Me I'm Wonderful" (Vivian Stanshall) – 2:51
4. "We Were Wrong" (Vivian Stanshall) – 2:19
5. "The Craig Torso Christmas Show" (Neil Innes, Roger Ruskin Spear, Vivian Stanshall) – 7:14

## Medverkande
Bonzo Dog Band
- Neil Innes – sång, gitarr, basgitarr, keyboard
- Vivian Stanshall – sång, trumpet, percussion
- Rodney Slater – saxofon
- "Legs" Larry Smith – trummor
- Roger "Ruskin" Smith – saxofon

Bidragande musiker
- Dennis Cowan – basgitarr, sång